# Agesilaos II.
Agesilaos II. (altgriechisch Ἀγησίλαος Agēsílaos, lateinisch Agesilaus; * um 443 v. Chr., vermutlich in Sparta; † 359/358 v. Chr. auf Kreta) aus dem Hause der Eurypontiden war König von Sparta. In seine Regierungszeit fällt das Ende der spartanischen Vorherrschaft in Griechenland.

## Leben
Agesilaos II. war der jüngere Sohn des Königs Archidamos II.
Nach dem Tod seines älteren Stiefbruders Agis II. im Jahre 400 v. Chr. sollte zunächst sein Sohn Leotychidas folgen, dessen Legitimität jedoch umstritten war. Agis hatte Leotychidas zunächst als Sohn des Alkibiades, dem während seines Aufenthalts eine Affäre mit der Gemahlin des Agis nachgesagt wurde, abgelehnt und verstoßen, ihn aber kurz vor seinem Tod doch als Sohn und Erben anerkannt. Aufgrund dieser Gerüchte verdrängte Agesilaos mit Hilfe des Feldherrn Lysander im Jahre 399 v. Chr. seinen Neffen vom Thron. Ein Orakelspruch, welcher Sparta vor einem lahmen König warnte und der Amtsübernahme durch den hinkenden Agesilaos entgegenstand, wurde von Lysander auf die bestrittene Legitimität des Leotychidas umgedeutet. Lysander erhoffte sich vom Thronwechsel eine Erneuerung seines zwischenzeitlich geschwundenen Einflusses und begleitete den König auf seinem Asienfeldzug, wurde von diesem aber schon bald kaltgestellt und zur Rückkehr nach Sparta gedrängt.
Um Spartas Hegemonie sowohl innerhalb des griechischen Stadtstaatensystems als auch gegenüber dem persischen Großreich zu festigen, übernahm Agesilaos 396-394 das Feldherrenamt im Krieg gegen die Perser, drang bis Sardes vor und errang vorübergehend die Lösung der ionischen Küstenstädte in Kleinasien aus dem persischen Staatsverband.
394 besiegte er die antispartanischen, von Persien finanzierten Verbündeten (die griechischen Stadtstaaten Theben, Athen, Korinth und Argos) bei Koroneia. Ab 391 erzwang Spartas Heer unter seiner Führung die Auflösung der spartafeindlichen Bündnisse. Durch den Korinthischen Krieg hatte es aber seine Kräfte von Kleinasien abwenden müssen. Da Sparta seine innergriechischen Gegner nur mit Mühe besiegte, setzte es nach 394 auf einen Ausgleich mit den Persern, der sich 386 im Königsfrieden niederschlug. Mit ihm wurden die kleinasiatischen Griechenstädte wieder den Persern ausgeliefert.
In den folgenden Jahren griff Agesilaos immer wieder militärisch in Griechenland ein, um die spartanische Hegemonialstellung zu verteidigen.
Darauf schlossen sich 378 Athen und Theben zu einem neuen Bündnis zusammen, das Agesilaos auch mit Feldzügen nach Böotien nicht besiegen konnte. 375 und 371 kam es zu Friedensverhandlungen in Sparta. Als allerdings 371 Theben nicht auf seine Eroberungen in Böotien verzichten wollte, schloss Agesilaos die Stadt aus dem Frieden aus. Ein Heer unter König Kleombrotos I., das in Phokis stand, wurde nach Böotien geschickt. Bei Leuktra mündete der Feldzug in eine katastrophale spartanische Niederlage, durch die Sparta die Hegemonie in Griechenland verlor.
In der Folgezeit leiteten Agesilaos und sein Sohn Archidamos III. die spartanischen Verteidigungsmaßnahmen gegen die Allianz Thebens, konnten aber den Zerfall des Peloponnesischen Bundes, die Befreiung Messeniens und die Gründung neuer Städte, die Sparta im Zaum halten sollten (Messene und Megalopolis), weder verhindern noch revidieren. Sparta scheiterte mit allen Versuchen, Messenien zurückzugewinnen.
362 unterlag Sparta im Verbund mit den Athenern in der Zweiten Schlacht von Mantineia. Agesilaos hatte kurz davor einen Überraschungsangriff auf Sparta abwehren können. Ob er bei Mantineia Feldherr der Spartaner war, lässt sich nicht mehr rekonstruieren.
Um die schwer belastete Staatskasse aufzufüllen, ließ sich Agesilaos 364 gemeinsam mit seinem Heer als Militärunternehmer für den aufständischen persischen Satrapen Ariobarzanes und 359/358 v. Chr. im Rahmen eines Bündnisses mit Chabrias und dem altägyptischen Pharao Tachos für einen Feldzug gegen den persischen Herrscher Artaxerxes II. in Phönizien anwerben. Auf der Rückkehr von diesem Kriegszug starb er.
Der ihm befreundete Xenophon schildert ihn in seiner Schrift Agesilaos als Vorbild eines Herrschers.

## Bedeutung
Weltgeschichtlich hat Agesilaos keine Spuren hinterlassen.
In der Geschichte Spartas stellt er eine Ausnahmeerscheinung des 4. Jahrhunderts dar: Ein König und Feldherr, der trotz großer auswärtiger Unternehmungen nicht den Lockungen der Fremde unterlag, d. h., er blieb bescheiden, gesetzestreu, den Behörden gegenüber fügsam. Durch dieses dem spartanischen Kosmos konforme Verhalten konnte er einen größeren Einfluss auf die spartanische Politik gewinnen, als es den spartanischen Königen seit dem Ende des 6. Jahrhunderts möglich war. So konnte Agesilaos auch als Staatsmann und nicht nur als Feldherr in die Geschichte eingehen. Andererseits behinderte er damit notwendige Reformen der spartanischen Gesellschaft. Er war maßgeblich an der gewaltsamen Niederschlagung von mehreren Verschwörungen bzw. Aufstandsbewegungen beteiligt.
Für den Geschichtsschreiber Xenophon bot er eine geeignete Gestalt für ein für die damalige Zeit höchst seltenes schriftliches Genre – Charakterbilder von Staatsmännern/Militärs, wie sie später bei den Römern (z. B. Plutarch und Titus Livius) modern wurden.